# Ghita Mezzour
Ghita Mezzour es una ingeniera, directiva, académica y política marroquí. Desde el 7 de octubre de 2021 es Ministra Delegada del Jefe de Gobierno a cargo de Transición Digital y Reforma Administrativa. Es especialista en big data y ciberseguridad

## Trayectoria
Profesora Asociada de la Facultad de Informática y Logística de la Universidad Internacional de Rabat y Subdirectora del TIC Lab. Es CEO y fundadora en 2018 de Data in Secons (DASEC)
El 7 de octubre de 2021 fue designada, Ministra Delegada del Jefe de Gobierno encargada de la Transición Digital y Reforma Administrativa en el gobierno de Aziz Akhannouch .
Sus áreas de investigación incluyen big data, inteligencia artificial y ciberseguridad. Ha puesto a prueba proyectos financiados por USAID y la OTAN en torno a la empleabilidad de los jóvenes y la inteligencia de amenazas . Ghita Mezzour tiene un doctorado de la Universidad Carnegie-Mellon en ingeniería Eléctrica y Computación y computación social, Máster y Bachillerato en Sistemas de Comunicación de la Escuela Politécnica Federal de Lausana .